# جورج بشير
جورج إلياس بشير (1939 - 7 يناير 2021) صحافي وإعلامي وكاتب سياسي لُبناني، وأحد مؤسسي وكالة الأنباء المركزية اللبنانية.
عمل في إذاعة مونت كارلو الدولية ومحطة ANB وتلفزيون لبنان، وكتب في عدد من الصحف والمجلات العربية والأجنبية باللغتين العربية والفرنسية منها صحيفة الجمهورية، كما أصدر مجلة «كسروان» الشهرية.

## وفاته
توفي يوم الخميس 7 يناير (كانون الثاني) 2021،عن عمر ناهز 82 عامًا، إثر نوبة قلبية تعرض لها بعد إصابته بمرض فيروس كورونا. وقد نعاه الإعلامي جورج قرداحي قائلًا «صديقي وأخي جورج بشير في ذمة الله، ما أبشع هذا الخبر، وما أقساه، حين ينزل عليك كالكارثة، فتشعر أن جزءا منك قد هوى، جزءا، من الصحبة الصادقة، ومن الذكريات الجميلة، ومن المواقف الثابتة، ومن الإيمان المشترك، والنظرة المتوافقة حول مجمل شؤون الوطن والدين والأخلاق»